# 7365 Sejong
7365 Sejong este un asteroid din centura principală de asteroizi.

## Descriere
7365 Sejong este un asteroid din centura principală de asteroizi. A fost descoperit pe 18 august 1996 la Sapporo de Kazuro Watanabe. El prezintă o orbită caracterizată de o semiaxă mare de 2,21 ua, o excentricitate de 0,21 și o înclinație de 6,8° în raport cu ecliptica.